# Екорегіони Афганістану
Наступний список екорегіонів Афганістану погоджений з Всесвітнім фондом дикої природи (WWF).

## Наземні екорегіони

### Хвойні ліси помірної зони
- Східноафганські гірські хвойні ліси

### Луки, савани і чагарники помірного поясу
- Рідколісся Гіссаро — Алаю

### Гірські луки та чагарники
- Альпійські луки Горат-Хазарату
- Альпійські луки Гіндукушу
- Альпійський степ Каракорум-Західно-Тибетського плато
- Гірські луки та чагарники Північно-західних Гімалаїв
- Альпійські пустелі і тундра Паміру
- Альпійські луки Сулейманових гір

### Пустелі і склерофітні чагарники
- Афганська гірська напівпустеля
- Бадхиз-Карабільська напівпустеля
- Склерофітні рідколісся Белуджистану
- Склерофітні рідколісся Центральноафганських гір
- Центральноперсидський пустельний басейн
- Склерофітні рідколісся Паропамізу
- Регістан-Північнопакистанська піщана пустеля

## Ресурси Інтернету
- Hogan C.Michael. World Wildlife Fund. 2012. Registan-North Pakistan sandy desert. Encyclopedia of Earth. National Council for Science and the Environment [Архівовано 20 квітня 2013 у Wayback Machine.]. Topic ed. Peter Saundry